# Benjamin Tallmadge
Benjamin Tallmadge   (Brookhaven, 25 de febrer de 1754 - Litchfield, 7 de març de 1835) fou un oficial militar, responsable d'espionatge i polític nord-americà. És conegut pel seu servei com a oficial a l'Exèrcit Continental durant la Guerra de la Independència dels Estats Units, on va exercir com a líder del Cercle Culper, una cèlebre xarxa d'espies que va actuar a l'ocupada Nova York. També va liderar una exitosa incursió a través de Long Island que va culminar en la batalla de Fort St. George. Després de la guerra, Tallmadge va ser elegit a la Cambra de Representants dels Estats Units com a membre del Partit Federalista.

## Primers anys
Tallmadge va néixer el 25 de febrer de 1754 a Setauket, un llogarret del poble de Brookhaven a Long Island. Es va graduar a Yale el 1773 i va ser company de classe de l'espia de la Guerra d'Independència Americana Nathan Hale. Va ser el pare del comissari de la policia de Nova York Frederick A. Tallmadge. Va viure a Connecticut i des del 1773 fins al 1776 va servir com a superintendent del Wethersfield High School.

## Guerra de la Independència dels Estats Units
Tallmadge va ser major del 2n Regiment de Dragons Lleugers Continental. Va ser comissionat inicialment el 20 de juny de 1776. Finalment, com a oficial en cap d'intel·ligència per George Washington, va ser promogut al rang de tinent coronel. Va organitzar el Cercle d'espionatge Culper, operatiu a la ciutat de Nova York i Long Island durant la Guerra d'Independència, emprant el nom en clau John Bolton. Es creu que el Cercle Culper va destapar la traïció de Benedict Arnold, encara que això és discutit. De fet, hi ha poques evidències que demostrin que Tallmadge va assabentar-se a través d'un espia de Nova York del complot Arnold-André.
El 21 de novembre de 1780 Tallmadge i els seus dragons va remar a través de l'estret de Long Island des de Fairfield fins a Cedar Beach a Old Man's, actualment Mount Sinai, Nova York. L'endemà van arribar a la riba sud, on van capturar i cremar Manor St. George. Al seu retorn a Mount Sinai, Tallmadge es va aturar a Coram i va ordenar cremar 300 tones de fenc que els britànics tenien emmagatzemades per l'hivern.
Tallmadge va servir al quarter de Washington des del març de 1781 fins a la dissolució de l'Exèrcit Continental, el novembre de 1783. Va ser ascendit al rang de tinent coronel el 30 de setembre de 1783. Tallmadge va ser un membre original de la Societat dels Cincinnati de Connecticut.

## Darrers anys
El 1792 va ser nomenat director de correus de Litchfield, Connecticut, on va treballar fins que va dimitir per ocupar el seu escó al Congrés. Va establir un negoci mercantil i importador d'èxit i va ser el primer president del Phoenix Branch Bank, càrrec que va ocupar des de 1814 fins a 1826.
El 4 de març de 1801 va succeir a William Edmond com a membre del Partit Federalista de la Cambra de Representants dels Estats Units per representar el districte del Congrés de Connecticut, en el que era la seva segona candidatura per a aquest escó després d'una intent inicial el 1798 on va acabar 10è. Va servir fins al 3 de març de 1817, quan va ser succeït per Thomas Scott Williams.
El 1829 es trobava entre un grup de federalistes que defensaven Uriah Tracy contra les acusacions de John Quincy Adams i William Plumer. Adams i Plumer afirmaven que Tracy liderà un intent de separar Nova Anglaterra dels Estats Units el 1804.

## Epònims
El Sender Tallmadge està marcat al llarg de la ruta que Tallmadge i els seus dragons van fer des de Mount Sinai fins a Mastic Heights.
Tallmadge Hall a Fort Huachuca, Arizona —la seu de la intel·ligència militar de l'exèrcit dels EUA— porta el nom de Tallmadge pel seu destacat protagonisme al servei de la intel·ligència de l'Exèrcit Continental.
Tallmadge, Ohio s'anomena així en honor de Tallmadge.
El districte Benjamin Tallmadge, situat a la riba nord de Long Island, porta el seu nom.

## Cultura popular
Benjamin Tallmadge és retratat en el videojoc Assassin's Creed III com a cap del Cercle Culper. Al joc, és el fill d'un antic membre anterior de la Fraternitat Assassina a la qual acudeix demanant ajuda per impedir que Thomas Hickey assassini el general George Washington. El protagonista del joc, Connor, segueix Tallmadge a Nova York per tal de frustrar la conspiració.
Tallmadge és també un personatge principal a la sèrie de la cadena AMC TURN: Washington's Spies. És interpretat per Seth Numrich i manté el rang de capità fins al sisè episodi, on és ascendit a major pel general Washington.